# Souad Mekhennet

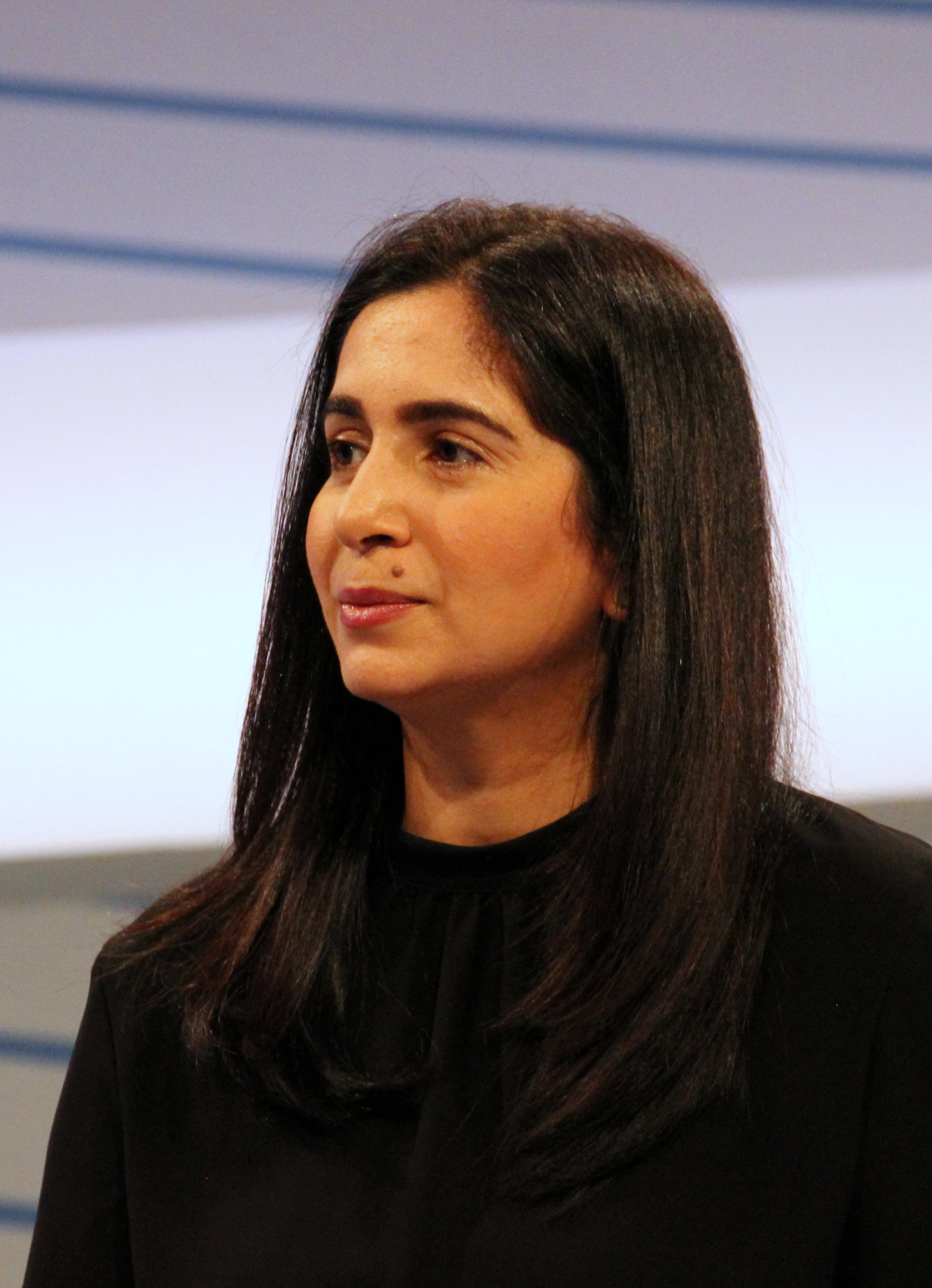
Souad Mekhennet (2017)

Soaud Mekhennet (Frankfurt am Main, 1978) is een Duits journaliste en schrijfster. Zij houdt zich met name bezig met jihadisme en conflicten in Europa, het Midden-Oosten en Noord-Afrika. Zij werd internationaal bekend door journalistiek onderzoek naar de illegale uitlevering van Khalid El-Masri en de identiteit van Jihadi John. Zij werkte voor onder andere de New York Times, de Washington Post, het ZDF en The Daily Beast. Mekhennet is als onderzoeker verbonden aan Harvard-universiteit, de Johns Hopkins Universiteit en het Geneva Centre for Security Policy. In 2014 werd zij door het World Economic Forum geselecteerd als Young Global Leader.

## Biografie
Mekhennet is de dochter van een Turkse moeder en een Marokkaanse vader. Zij is geboren en opgegroeid in Duitsland maar woonde als jong kind enkele jaren bij haar grootmoeder in Marokko. Zij bezocht de Henri-Nannen school voor journalistiek in Hamburg en studeerde internationale betrekkingen en politieke wetenschappen aan de Universiteit van Frankfurt.
Sinds de terroristische aanslagen op 11 september 2001 houdt zij zich als journalist bezig met jihadisme, radicalisering van moslims en conflicten in Europa, het Midden-Oosten en Noord-Afrika. Zij werkte om te beginnen voor media in Duitsland. Van 2002 tot 2004 schreef ze voor The Washington Post en van 2004 tot 2012 voor The New York Times. Momenteel werkt ze voor de Duitse zender ZDF en is daarnaast als onderzoeker verbonden aan de Harvard-universiteit, de School for Advanced and International Studies van de Johns Hopkins-universiteit en het Geneva Centre for Security Policy.
Mekhennet was een van de twee journalisten die de illegale gevangenneming en uitlevering van de Duitser Khalid El-Masri voor het eerst onder de aandacht brachten. Samen met Michael Moss interviewde ze een aantal jihadistische leiders, onder wie het hoofd van Al Qaida in de Islamitische Maghreb. Met Nicholas Kulisch deed ze onderzoek naar de nazioorlogsmisdadiger Aribert Heim, die zich jarenlang in Egypte had schuilgehouden. In 2015 wist zij de ware identiteit te ontdekken van de Britse jihadist die  internationaal bekend was onder de naam Jihadi John, de gemaskerde beul uit onthoofdingsvideo's van Islamitische Staat.
In 2014 werd Mekhennet door het World Economic Forum geselecteerd als Young Global Leader. Zij heeft een aantal boeken gepubliceerd, waaronder memoires over haar werk als journalist.

## Publicaties
- Mekhennet, Souad en Michael Hanfeld. 2006.  Islam. ISBN 978-3401062204
- Mekhennet, Souad, Michael Hanfeld en Claudia Satter. 2008. Die Kinder des Dschihad: Die neue Generation des islamistischen Terrors. ISBN 3-4920-4933-8
- Mekhennet, Souad en Nicholas Kulish. 2014. The Eternal Nazi: From Mauthausen to Cairo, the Relentless Pursuit of SS Doctor Aribert Heim. ISBN 0-3855-3243-1
- Mekhennet, Souad. 2017. I Was Told to Come Alone: My Journey Behind the Lines of Jihad. ISBN 9781622798976 (Ik moest alleen komen. Reizen naar het front van de jihad)

## Externe bronnen
- Interview met Souad Mekhennet (You Tube)